# Wapen van Cadzand

Wapen van Cadzand

Het wapen van Cadzand werd op 8 december 1819 bevestigd door de Hoge Raad van Adel aan de Zeeuwse gemeente Cadzand. Per 1 april 1970 ging Cadzand op in de gemeente Oostburg, sinds 2003 onderdeel van gemeente Sluis. Het wapen van Cadzand is daardoor definitief komen te vervallen als gemeentewapen.

## Blazoenering
De blazoenering van het wapen luidde als volgt:
In zilver een blauwe schuinbalk, in de linkerbovenhoek vergezeld van een zwarte kapitale K.
De heraldische kleuren zijn zilver (wit), azuur (blauw) en sabel (zwart). In het register van de Hoge Raad van Adel wordt overigens geen beschrijving gegeven, slechts een afbeelding. In de heraldiek zijn links en rechts gezien van achter het schild; voor de toeschouwer zijn de termen links en rechts dus verwisseld.

## Verklaring
De blauwe schuinbalk is afkomstig uit het wapen van het Vrije van Sluis. Cadzand behoorde tot het Vrije van Sluis en heeft dus net als andere gemeenten het wapen overgenomen met een onderscheidend beginletter. In dit geval de K van Kadzand of (West-Vlaams) Kezand.

## Verwante wapens

Het wapen van Groede
Het wapen van Heille
Het wapen van Oostburg uit 1971
Het wapen van Retranchement
Het wapen van Schoondijke
Het wapen van Sint Kruis
Het wapen van waterschap Het Vrije van Sluis
Het wapen van Zuidzande

Aagtekerke
· Aardenburg
· Arnemuiden
· Axel
· Baarland
· Bath
· Biervliet
· Biggekerke
· Bloois
· Bommenede
· Borssele
· Boschkapelle
· Botland
· Breskens
· Brigdamme
· Brijdorpe
· Brouwershaven
· Bruinisse
· Burgh
· Buttinge
· Cadzand
· Clinge
· Colijnsplaat
· Domburg
· Dreischor
· Driewegen
· Duiveland
· Duivendijke
· Elkerzee
· Ellemeet
· Ellewoutsdijk
· Eversdijk
· Gapinge
· Graauw en Langendam
· 's-Gravenpolder
· Grijpskerke
· Groede
· Haamstede
· 's-Heer Abtskerke
· 's-Heer Arendskerke
· 's-Heer Hendrikskinderen
· 's-Heerenhoek
· Heille
· Heinkenszand
· Hengstdijk
· Hoedekenskerke
· Hoek
· Hontenisse
· Hoofdplaat
· Hoogelande
· IJzendijke
· Kapelle
· Kats
· Kattendijke
· Kerkwerve
· Klaaskinderkerke
· Kleverskerke
· Kloetinge
· Koewacht
· Kortgene
· Koudekerke
· Krabbendijke
· Kruiningen
· Looperskapelle
· Maire
· Mariekerke
· Meliskerke
· Middenschouwen
· Nieuw- en Sint Joosland
· Nieuwerkerk
· Nieuwerkerke
· Nieuwlande
· Nieuwvliet
· Nisse
· Noordgouwe
· Noordwelle
· Oostburg
· Oosterland
· Oostkapelle
· Oost-Souburg
· Oost- en West-Souburg
· Ossenisse
· Oud-Vossemeer
· Oudelande
· Ouwerkerk
· Overslag
· Ovezande
· Philippine
· Poortvliet
· Renesse
· Rengerskerke en Zuidland
· Retranchement
· Rilland
· Rilland-Bath
· Ritthem
· Sas van Gent
· Scherpenisse
· Schoondijke
· Schore
· Serooskerke (Schouwen-Duiveland)
· Serooskerke (Veere)
· Sinoutskerke en Baarsdorp
· Sint Anna ter Muiden
· Sint-Annaland
· Sint Jansteen
· Sint Kruis
· Sint Laurens
· Sint-Maartensdijk
· Sint Philipsland
· Sirjansland
· Sluis
· Sluis-Aardenburg
· Stavenisse
· Stoppeldijk
· Valkenisse (Walcheren)
· Valkenisse (Zuid-Beveland)
· Vogelwaarde
· Vrouwenpolder
· Waarde
· Waterlandkerkje
· Wemeldinge
· West-Souburg
· Westdorpe
· Westenschouwen
· Westerschouwen
· Westkapelle
· Westkapelle-Buiten en Sirpoppekerke
· Westkerke
· Wissekerke
· Wissenkerke
· Wolphaartsdijk
· Yerseke
· Zaamslag
· Zierikzee
· Zonnemaire
· Zoutelande
· Zuiddorpe
· Zuidzande
· Zwake

Dorpswapens: Geersdijk
· Hansweert
· Kamperland